# Browary w Czechach
Browary w Czechach – lista browarów w Czechach

## Grupy piwowarskie

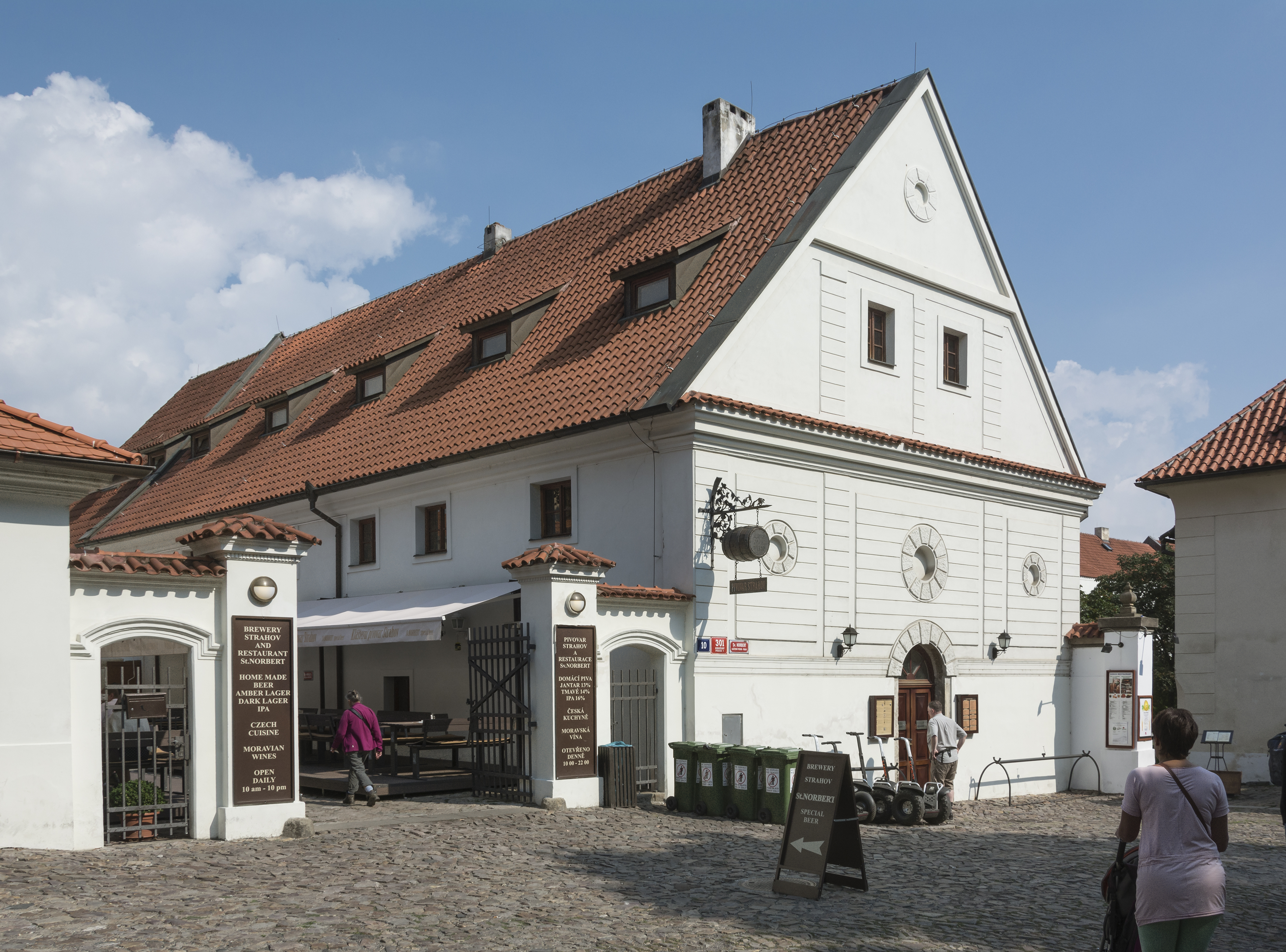
Browar Strahov w Pradze

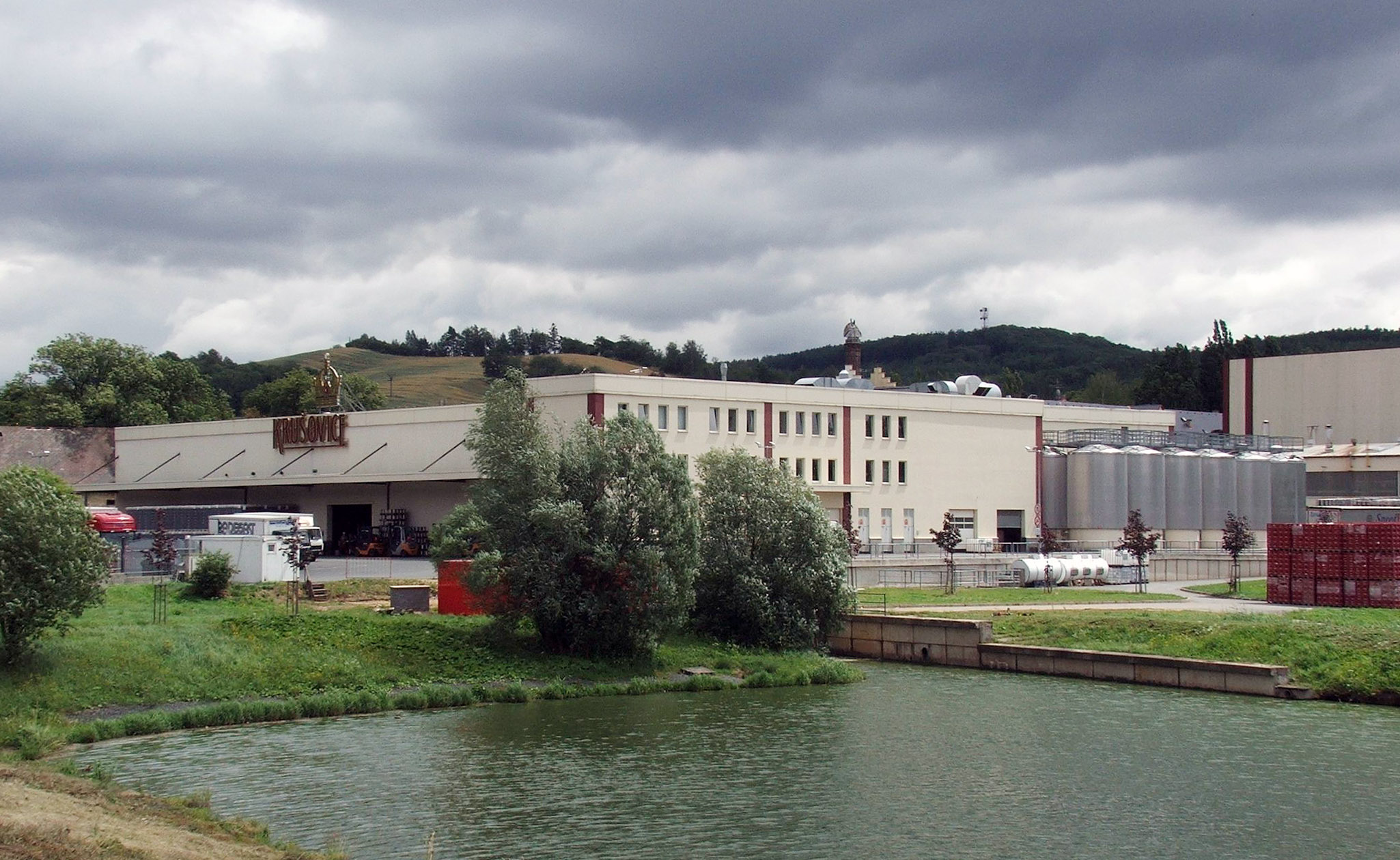
Browar Krušovice

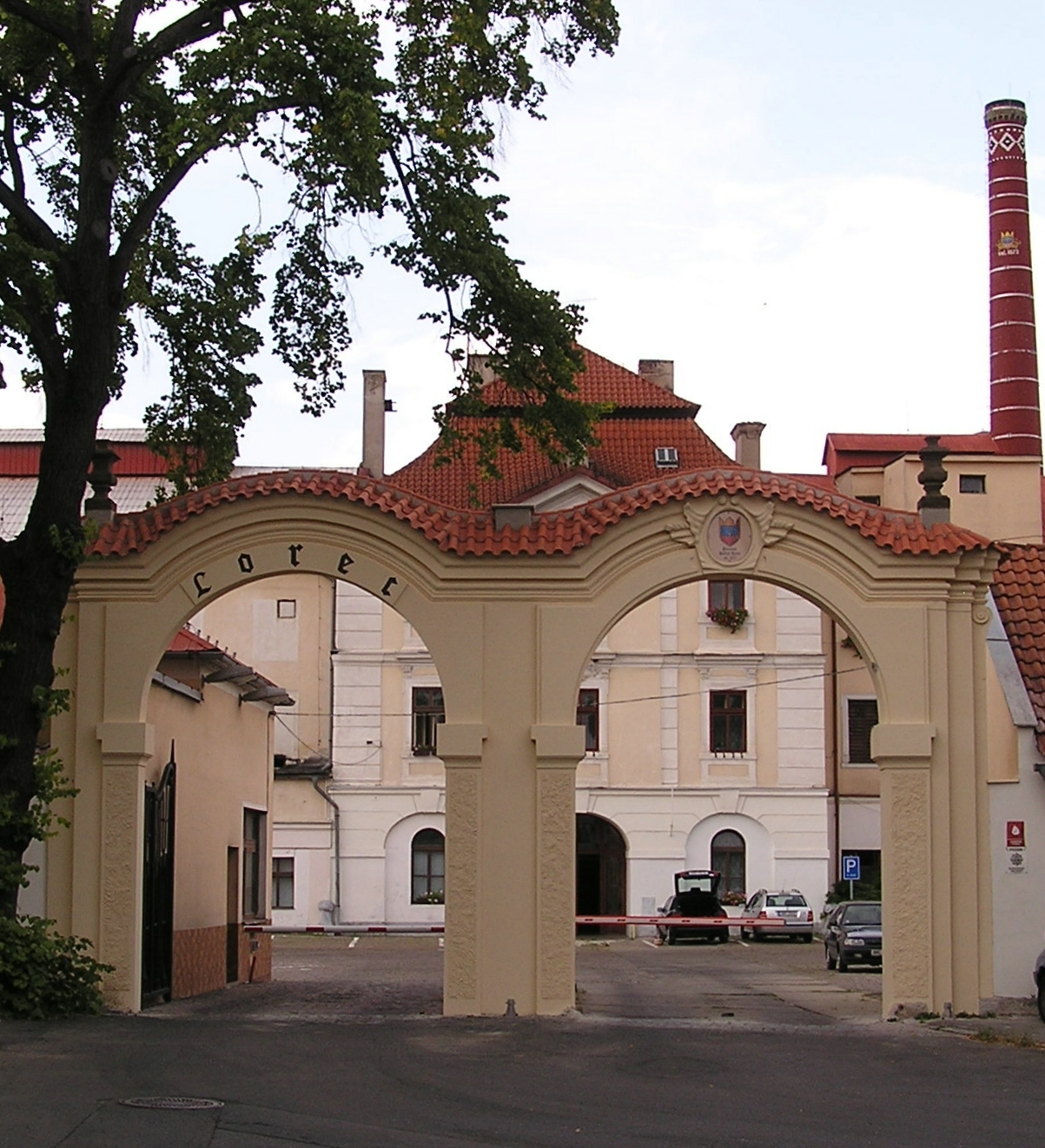
Browar Kutná Hora

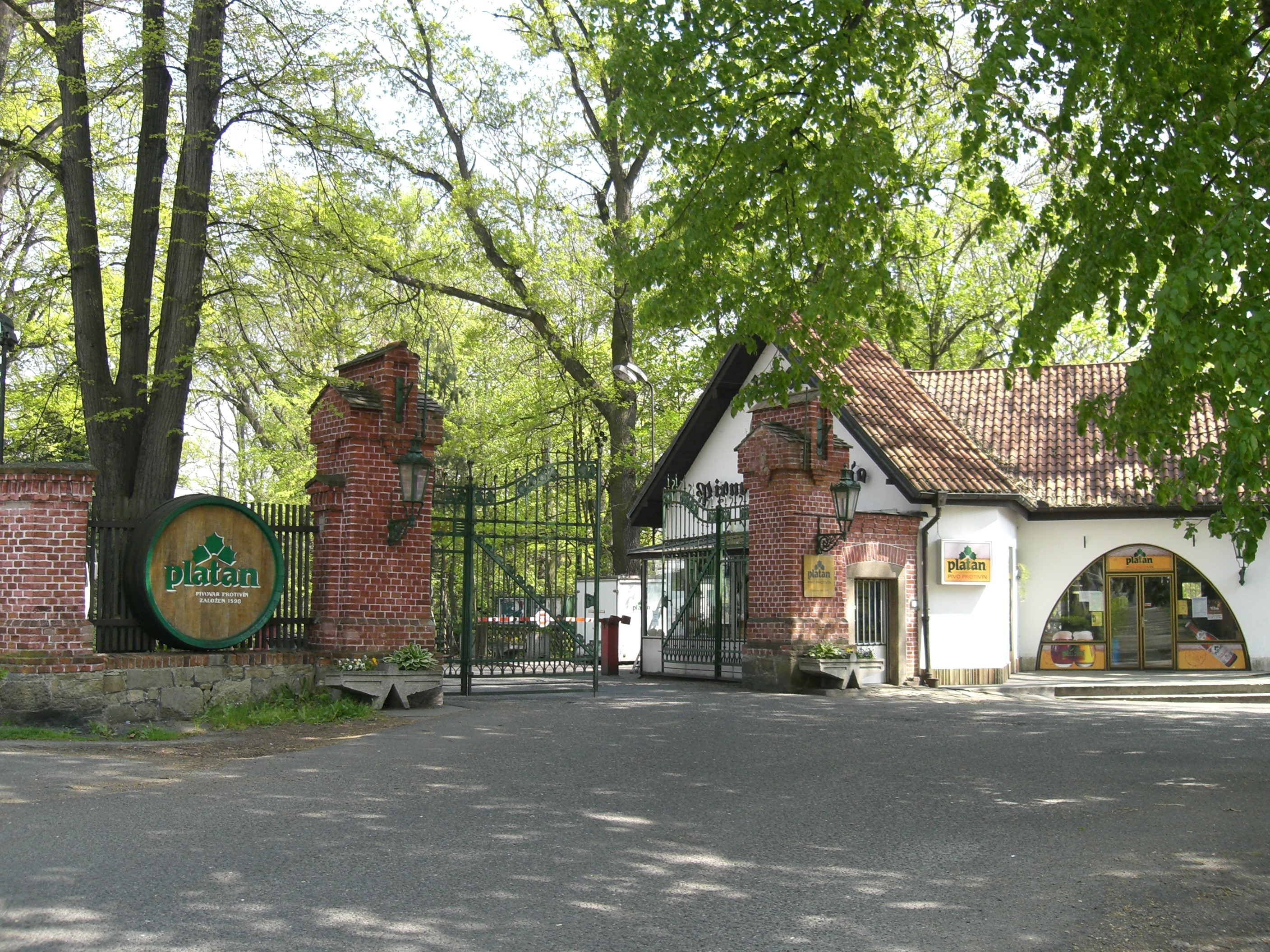
Browar Platan

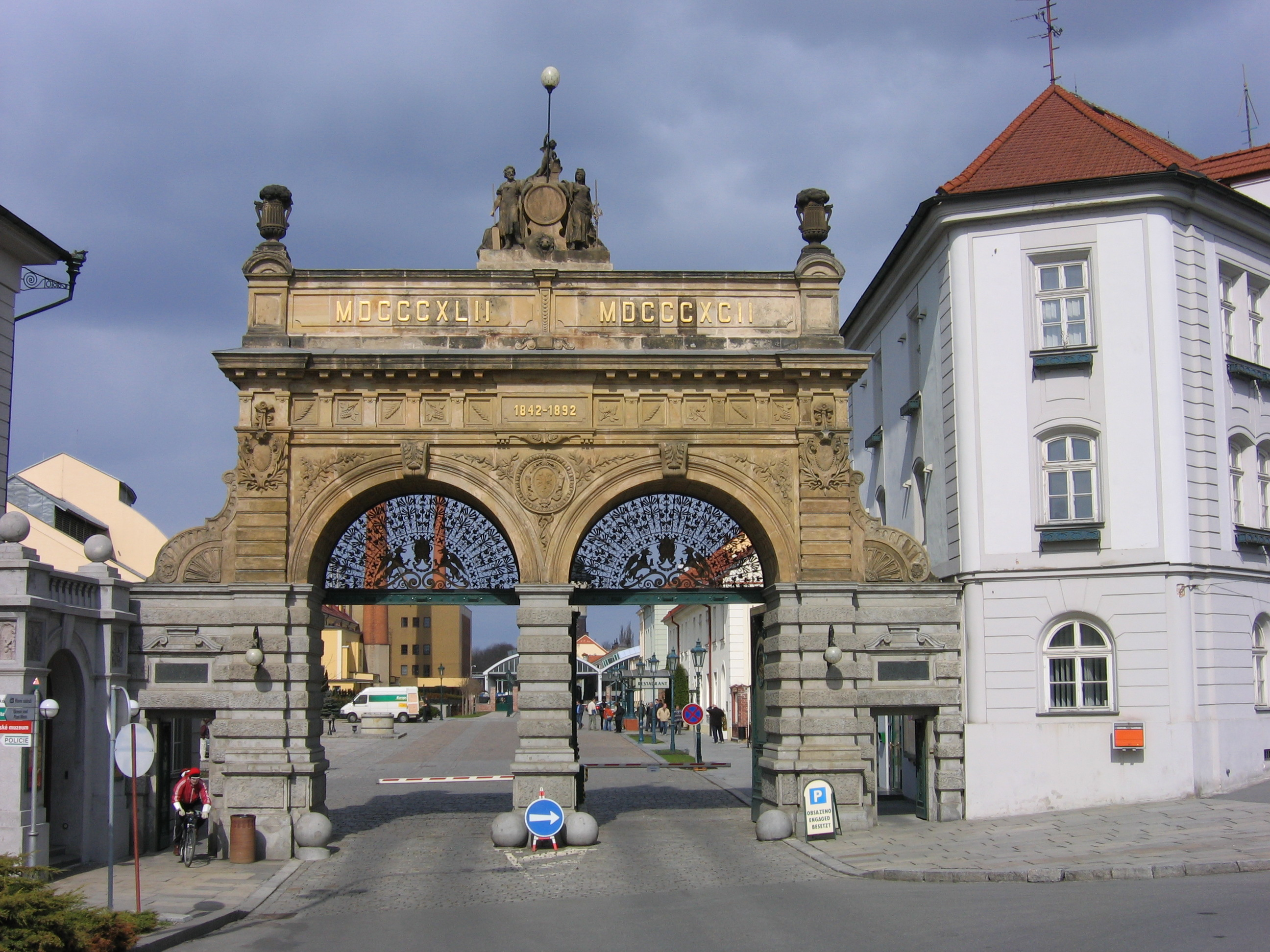
Browar Prazdroj

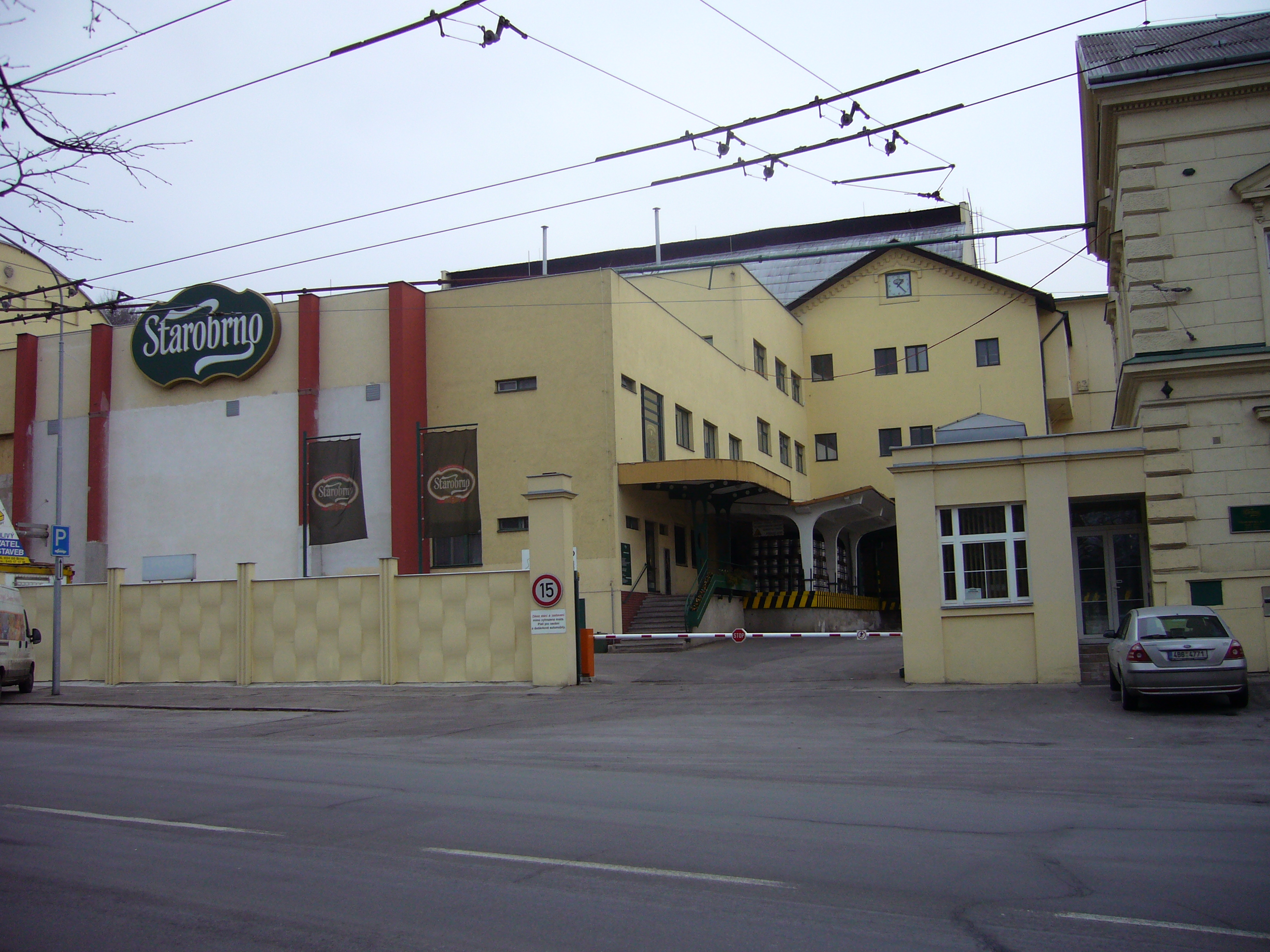
Browar Starobrno

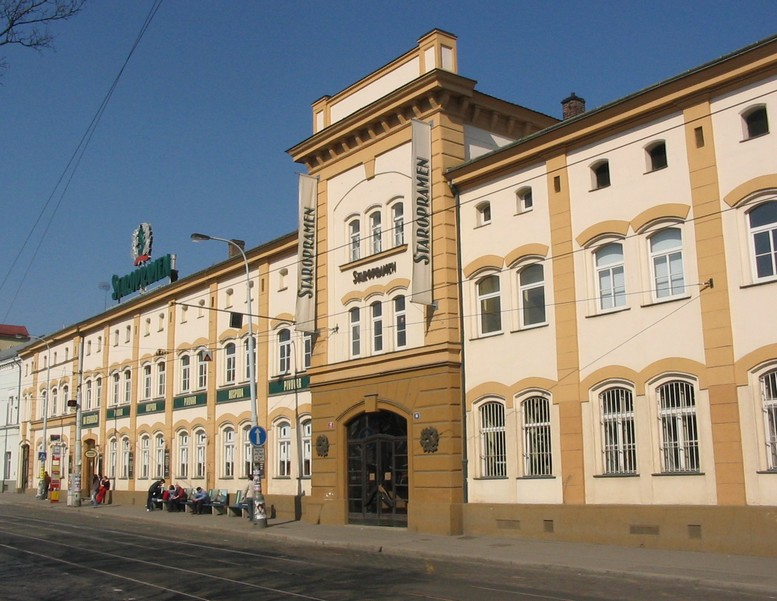
Browar Staropramen

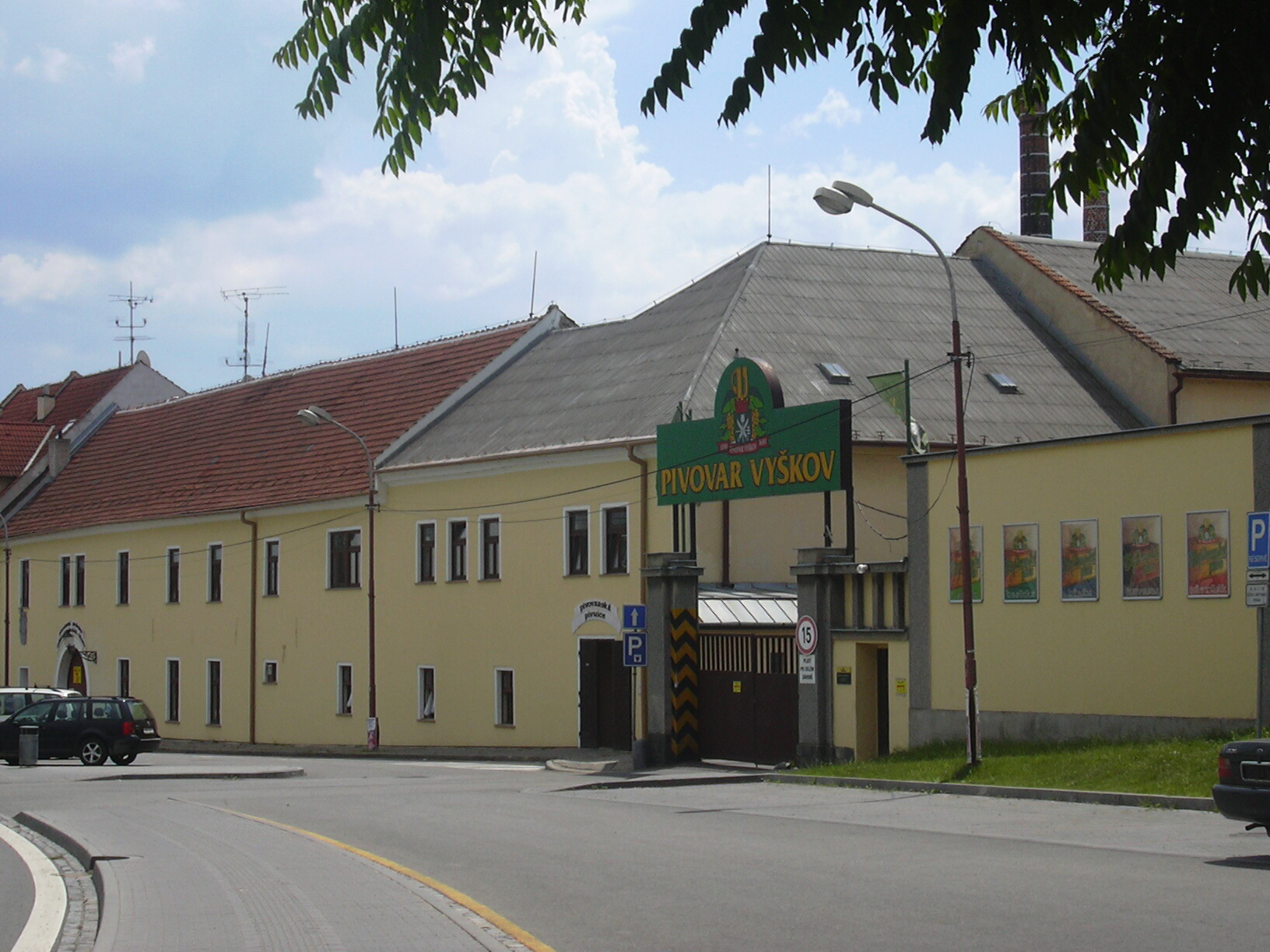
Browar Vyškov

### Pivovary Lobkowicz a. s.
- Browar Janáček – Uherský Brod
- Browar Ježek – Jihlava
- Browar Platan – Protivín
- Browar Klášter – Klášter Hradiště nad Jizerou
- Browar Lobkowicz – Vysoký Chlumec
- Browar Černá Hora – Černá Hora
- Browar Rychtář – Hlinsko v Čechách

### LIF Holding
- Browar Rohozec – Malý Rohozec
- Browar Svijany – Svijany

### Plzeňský Prazdroj (SABMiller)
- Browar Prazdroj – Plzeň
- Browar Radegast – Nošovice
- Browar Velké Popovice – Velké Popovice

### PMS Přerov
- Browar Holba – Hanušovice
- Browar Litovel – Litovel
- Browar Zubr – Přerov

### Starobrno (Heineken)
- Browar Krušovice – Krušovice
- Browar Starobrno – Brno

### Drinks Union(Heineken)
- Browar Krásné Březno – Ústí nad Labem
- Browar Kutná Hora – Kutná Hora
- Browar Louny – Louny
- Browar Velké Březno – Velké Březno

### Staropramen
- Browar Ostravar – Ostrawa
- Browar Staropramen – Praha

## Browary regionalne
- Browar Berounský Medvěd – Beroun
- Browar Bernard – Humpolec
- Browar Bohemia Regent – Třeboň
- Browar Bon – Zašová
- Browar Broumov – Broumov-Olivětín

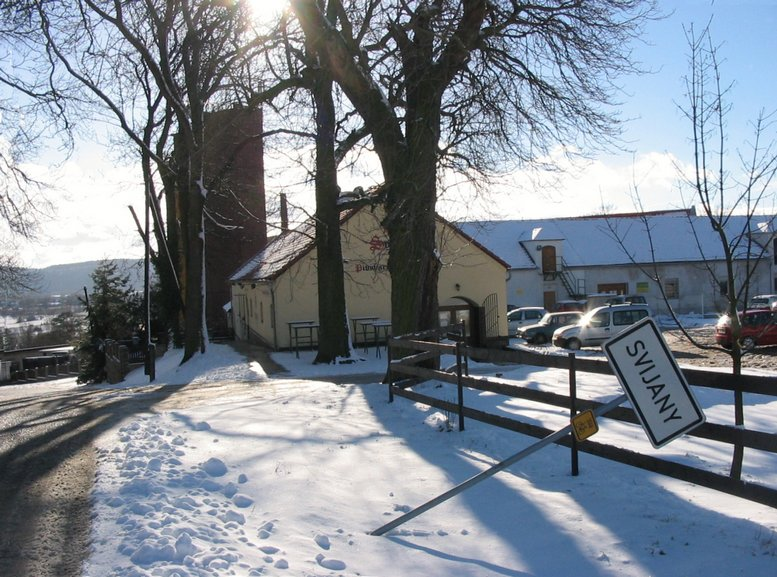
Browar Svijany

- Browar Budějovický Miejski – České Budějovice
- Browar Budvar – České Budějovice
- Browar Chodovar – Chodová Planá
- Browar Česká zemědělská univerzita v Praze – Praha
- Browar Dalešice – Dalešice
- Browar Ferdinand – Benešov
- Browar Havlíčkův Brod – Havlíčkův Brod
- Browar Herold – Březnice
- Browar Hubertus – Kácov
- Browar Klášterní – Želiv
- Browar Konrad – Vratislavice nad Nisou
- Browar Kout na Šumavě – Kout na Šumavě
- Browar Krakonoš – Trutnov
- Browar Kvasar – Sentice
- Browar Náchod – Náchod
- Browar Nová Paka – Nová Paka
- Browar Nymburk – Nymburk
- Browar Pernštejn – Pardubice
- Browar Pod Kněží horou ve Bzenci – Bzenec
- Browar Podkováň – Podkováň
- Browar Polička – Polička
- Browar Poutník – Pelhřimov
- Browar Rakovník – Rakovník
- Browar Slezan – Leskovec – Kasárna
- Browar Svatý Ján – Polepy u Kolína
- Browar Strakonice – Strakonice
- Browar Vaněk & Vaněk – Kopřivnice
- Browar Vyškov – Vyškov
- Browar Žatec (Carlsberg) – Žatec

## Browary restauracyjne
- Browar Avar – Hlučín
- Browar Balkán – Uherský Brod
- Browar Belveder – Železná Ruda
- Browar Biovar – Ostrawa
- Browar Chyše – Chyše
- Browar Černokostelecký – Kostelec nad Černými lesy
- Browar Dětenice – Dětenice
- Browar Eggenberg – Český Krumlov
- Browar Forman – Velichov
- Browar Hastrman – Velký Rybník
- Browar Kanec – Žamberk
- Browar Koníček – Vojkovice
- Browar Kunc – Hodonín
- Browar Kwaczek – Frýdek-Místek
- Browar Lipník – Lipník nad Bečvou
- Browar Medlešice – Medlešice
- Browar Modrá Hvězda – Dobřany
- Browar Moritz – Olomouc
- Browar Novoměstský – Praha
- Browar Pegas – Brno
- Browar Permon – Lomnice u Sokolova
- Browar Pivovarská bašta – Vrchlabí
- Browar Pivovarský dvůr – Chýně
- Browar Pivovarský dvůr – Dražíč
- Browar Pivovarský dům – Praha
- Browar Pivovarský dvůr – Zvíkovské Podhradí
- Browar Pražský most u Valšů – Praha
- Browar Příbor – Příbor
- Browar Purkmistr – Plzeň
- Browar Rambousek – Hradec Králové
- Browar Sezemice – Sezemice
- Browar Sousedský dům – Miletín
- Browar Strahov – Praha
- Browar Svatováclavský – Olomouc
- Browar Svatý Florian – Loket
- Browar Štramberk – Štramberk
- Browar U Bansethů – Praha
- Browar U Bezoušků – Průhonice
- Browar U Bulovky – Praha
- Browar U Fleků – Praha
- Browar U Hušků – Běleč nad Orlicí
- Browar U krále Ječmínka – Prostějov
- Browar U Medvídků  – Praha
- Browar U Richarda – Brno
- Browar U Rybiček – Stříbro
- Browar U rytíře Lochoty – Plzeň
- Browar U Zastávky – Hukvaldy
- Browar Valášek- Vsetín
- Browar Velké Meziříčí – Velké Meziříčí
- Browar Vendelín – Liberec
- Browar Vorel – Kladno
- Browar Xaver – Blučina
- Browar Zámecký – Oslavany
- Browar Zámek Zábřeh – Ostrawa
- Minibrowar Novosad – Harrachov